# Список найвищих церков світу
З середньовіччя християнські церкви були найвищими спорудами у містах. Церкви, що мають позначення літерою І (від історична) та назва яких написана курсивом більше не існують, або не мають тієї висоти, що була раніше.
| Висота, м | І | Назва                                    | Побудовано | Місто           | Країна      | Коментар |
| 161.5 м   |   | Ульмський собор                          | 1890       | Ульм            | Німеччина   | 768 сходинок піднімаються на висоту 143 м, планувалась менша висота, але щоб перевищити Кельнський собор її збільшили; це найбільша протестантська готична церква Німеччини                                                    |
| 159.7 м   | І | Лінкольнський собор                      | 1311       | Лінкольн        | Англія      | сьогодні 83 м – шпиль зруйнований в 1549; найвища будівля світу з 1311 по 1549. Мала 103 метри з 1549 по 1807. |
| 158.4 м   | І | Церква святого Олафа                     | 1519       | Таллінн         | Естонія     | сьогодні 123 м – шпиль зруйнувала блискавка в 1625; найвища будівля світу з 1549 по 1625. |
| 158.0 м   |   | Нотр-Дам-де-ла-Пе                        | 1989       | Ямусукро        | Кот-д'Івуар | можливо найбільша церква світу (спірно із собором Святого Петра); найвищий купол у світі, сам купол нижчий, але хрест вищий, ніж у собору Святого Петра в Римі; найвища римо-католицька церква світу; найвища церква в Африці. |
| 157.4 м   |   | Кельнський собор                         | 1880       | Кельн           | Німеччина   | найвища будівля світу з 1880 по 1884; найбільша готична церква Німеччини; найвищий римо-католицький собор світу |
| 153.0 м   | І | Бовезький собор                          | 1569       | Бове            | Франція     | вежа зруйнована в 1573 |
| 151.0 м   | І | Церква Святої Марії                      | 1478       | Штральзунд      | Німеччина   | сьогодні 104 м – шпиль зруйнувала блискавка в 1647; найвища будівля світу з 1625 по 1647 |
| 151.0 м   |   | Руанський собор                          | 1876       | Руан            | Франція     | найвища будівля світу з 1876 по 1880; найвища церква у Франції |
| 150.0 м   | І | Собор Святого Пола                       | 1240       | Лондон          | Англія      | шпиль знищила блискавка в 1561; весь собор згорів у Великій пожежі в Лондоні в 1666 |
| 147.3 м   |   | Церква Святого Миколая                   | 1874       | Гамбург         | Німеччина   | найвища будівля світу з 1874 по 1876; сама церква була знищена під час бомбардування в 1943 – залишилась тільки вежа |
| 144.0 м   |   | Страсбурзький собор                      | 1439       | Страсбург       | Франція     | найвища будівля світу з 1647 по 1874 рік, найвища будівля світу XV століття |
| 141.5 м   |   | Базиліка Пресвятої Богородиці Ліхенської | 2000       | Ліхень-Старий   | Польща      | найбільша церква Польщі, сьома за висотою в Європі, та одинадцята у світі |
| 138 м     |   | Собор Святого Петра                      | 1560-1626  | Ватикан         | Ватикан     | можливо найбільша церква у світі (спірно з Нотр-Дам-де-ла-Пе в Ямусукро); найвищий купол у світі (якщо рахувати без хреста); найвища будівля ренесансу у світі.                                                                |
| 137.0 м   |   | Собор святого Стефана                    | 1433       | Відень          | Австрія     | найвища церква в Австрії |
| 136.0 м   | І | Церква святого Петра                     | 1491       | Рига            | Латвія      | вежа зруйнована в 1666 і знову в 1721; вежа і дах пошкоджені під час Другої світової |
| 134.5 м   | І | Нотр-Дам-ет-Сан-Ламберт                  | 1433       | Льєж            | Бельгія     | зруйнована в 1793 після Французької революції |
| 134.1 м   |   | Новий собор (Лінц)                       | 1924       | Лінц            | Австрія     | |
| 132.8 м   |   | Церква святого Петра                     | 1878       | Гамбург         | Німеччина   | |
| 131.9 м   |   | Церква святого Міхаеля                   | 1786       | Гамбург         | Німеччина   | найвища церква XVIII століття у світі |
| 131.3 м   | І | Абатство в Малмсбері                     | 1180       | Малмсбері       | Англія      | шпиль зруйновний в кінці XV або на початку XVI століття |
| 130.6 м   |   | Церква святого Мартіна                   | 1500       | Ландсгут        | Німеччина   | найвища цегляна будівля світу |
| 130.0 м   | І | Костел святої Ельжбети                   | 1535       | Вроцлав         | Польща      | тепер 83 м, шпиль зруйнований в 1529 під час шторму |
| 129.0 м   |   | Базиліка святого Йосифа                  | 1967       | Монреаль        | Канада      | найвища церква Нового світу (Обидві Америки) |
| 127.0 м   | І | Церква святого Мартіна                   | 1482       | Гронінген       | Нідерланди  | шпиль згорів в 1577, тепер 97 м висоти |
| 125.0 м   |   | Церква святого Якова                     | 1962       | Гамбург         | Німеччина   | |
| 125.0 м   |   | Церква святої Марії                      | 1350       | Любек           | Німеччина   | найвищий церковний фасад з вежами побудованими в Середні віки, який зміг перевищити тільки Кельнський собор в 1880 |
| 124.0 м   |   | Собор Маринги                            | 1972       | Маринга         | Бразилія    | найвища церква Латинської Америки |
| 123.7 м   |   | Церква святого Олафа                     | 1931       | Таллінн         | Естонія     | колись значно вища; найвища церква Балтійських країн; найвища церква в колишньому Радянському союзі |
| 123.0 м   |   | Собор Богородиці в Антверпені            | 1521       | Антверпен       | Бельгія     | найвища церква країн Бенілюксу |
| 123.0 м   |   | Солсберський собор                       | 1315       | Солсбері        | Англія      | найвища церква Великої Британії, найвища церква XIV століття у світі |
| 123.0 м   |   | Церква святого Петра                     | 1973       | Рига            | Латвія      | колись значно вища; найвища церква Латвії |
| 123.0 м   |   | Петропавлівський собор                   | 1733       | Санкт-Петербург | Росія       | |
| 122.3 м   | І | Абатство в Кані                          | 1200-і     | Кан             | Франція     | шпиль замінили меншою вежею у XVII столітті |
| 122.3 м   |   | Церква Богородиці                        | 1350       | Брюгге          | Бельгія     | |
| 121.0 м   |   | Собор сан Гауденціо                      | 1878       | Новара          | Італія      | |